# Zion-Methodistenkirche
Die Zion-Methodistenkirche (englisch Zion Methodist/Wesleyan Church), auch Zion on the Hill, ist eine methodistisch-wesleyanische Kirche in Freetown, der Hauptstadt von Sierra Leone. Die 1817 erbaute Kirche ist seit dem 18. Mai 2016 ein Nationaldenkmal Sierra Leones.

Aufnahme der Kirche (vor 1900)

Die Kirche war zunächst unter dem Namen Soldiers’ Town Chapel und später dann als Zion Chapel bzw. Wesleyan Methodist Church bekannt.